# Roberto Sabatino López
Roberto Sabatino López (Génova, Italia, 8 de octubre de 1910 - New Haven, 6 de julio de 1986) fue un historiador italo-americano-judío especializado en la Edad Media al que se conoció también como Robert S. López.
Hijo de un distinguido dramaturgo y profesor universitario italiano, después de graduarse en letras en la Universidad de Milán en 1932 enseñó en varias universidades italianas antes de llegar a los Estados Unidos en 1939 debido a las leyes raciales del régimen fascista. Obtuvo un doctorado en la Universidad de Wisconsin en 1942 y enseñó en el Brooklyn College y la Universidad de Columbia antes de asumir su primer puesto en la Universidad Yale en 1946. Cuando se retiró 35 años después, tenía el título de Profesor Sterling de historia. 
Después de haber fundado y dirigido el programa de postgrado en estudios medievales en Yale, se desempeñó como profesor visitante en la Universidad de Harvard, el Colegio de Francia y otras importantes universidades, y fue galardonado con varios títulos honoríficos. Fue ampliamente considerado como uno de los principales estudiosos en la historia del mundo medieval y renacentista, con un conjunto de publicaciones que incluye doce grandes libros y más de un centenar de artículos académicos. 
Toda su biblioteca fue comprada por la Biblioteca de la Universidad Estatal de Arizona poco después de su muerte.

### Ediciones en español
- López, Robert S. (1981). La revolución comercial en la Europa medieval. Ediciones El Albir. ISBN 978-84-7370-049-8.
- López, Robert S. (1965). El nacimiento de Europa. Editorial Labor, S.A.